# Níkos Stavrópoulos
Nikólaos « Níkos » Stavrópoulos (grec moderne : Νικόλαος «Νίκος» Σταυρόπουλος), né le 17 juin 1959, à Larissa, en Grèce, est un ancien joueur et entraîneur grec de basket-ball. Il évolue durant sa carrière au poste de meneur. 

## Palmarès
Joueur
- Champion d'Europe 1987
- Coupe de Grèce de basket-ball 1984
- Coupe des coupes 1991

Entraîneur
- Finaliste des Jeux méditerranéens de 2001